# Hirasa muscosarius
Hirasa muscosarius là một loài bướm đêm trong họ Geometridae.